# Манина, Тамара Ивановна
Тама́ра Ива́новна Ма́нина (16 сентября 1934, Петрозаводск, СССР) — советская гимнастка, двукратная олимпийская чемпионка в командном первенстве (1956 и 1964), шестикратная чемпионка мира (трижды в команде и по разу на бревне, в вольных упражнениях и опорном прыжке). Заслуженный мастер спорта СССР (1957). Судья международной категории (1971).

## Биография
Семья Маниных жила в Ленинграде, но Тамара родилась в Петрозаводске, так как её родители — Иван Иванович Манин и Анна Фёдоровна Манина (урождённая Сорокина) — были там в длительной командировке. В 1941 году Тамара была эвакуирована из блокадного Ленинграда в Ташкент, домой вернулась в 1944 году, и тогда же начала заниматься спортивной гимнастикой в Ленинградском дворце пионеров на Фонтанке.
Ещё в выпускном классе школы Тамара Манина стала мастером спорта и абсолютной чемпионкой СССР среди девушек, а в 1953 году, после окончания средней школы, была включена кандидатом в состав сборной команды СССР по спортивной гимнастике.
В период с 1953 по 1964 год, выступая на первенствах Советского Союза, чемпионатах мира и Европы и на Олимпийских играх, Тамара Манина завоевала большое количество медалей разного достоинства. На чемпионатах мира в Риме (1954), Москве (1958) и Праге (1962) она завоевала в общей сложности 10 медалей — 6 золотых, 2 серебряные и 2 бронзовые. На Олимпийских играх она дебютировала в 1956 году, завоевав 1 золотую, 2 серебряные и 1 бронзовую медаль. Олимпиаду 1960 года она пропустила из-за травмы колена, а на Олимпиаде 1964 года завоевала золотую медаль в командном первенстве и серебряную — в выступлениях на бревне.
Помимо побед на Олимпиадах и чемпионатах мира, Тамара Манина была абсолютной чемпионкой СССР и победительницей 1-й Спартакиады народов СССР (1956), двукратной обладательницей Кубка СССР (1957, 1959), неоднократной чемпионкой СССР в отдельных видах гимнастического многоборья (1953—1963). К сожалению, завершая свою спортивную карьеру, во время показательных выступлений в Вене, Манина получила серьёзную травму колена и после операции уже не смогла тренироваться.
Тамара Манина с 1958 по 1965 годы училась в Ленинградском институте точной механики и оптики, а с 1966 по 1969 годы — в аспирантуре Государственного института физической культуры имени П. Ф. Лесгафта, защитила кандидатскую диссертацию. После этого она стала преподавать на кафедре физического воспитания Ленинградского электротехнического института имени В. И. Ульянова (Ленина), с 1975 года стала заведующей кафедрой физического воспитания Санкт-Петербургской государственной художественно-промышленной академии имени барона А. Л. Штиглица. Имеет ученое звание профессора, автор свыше сорока публикаций. Член КПСС с 1977 года.

## Награды
- Орден «Знак Почёта» (27.04.1957) — «за успехи, достигнутые в деле развития массового физкультурного движения в стране, повышения мастерства советских спортсменов, и успешное выступление на международных соревнованиях»
- Медаль «За выдающееся спортивное достижение» (1966)

## Образ в изобразительном искусстве
Тамара Манина изображена на картине «Гимнасты СССР» академика Российской академии художеств Дмитрия Жилинского.